# 浜詰漁港

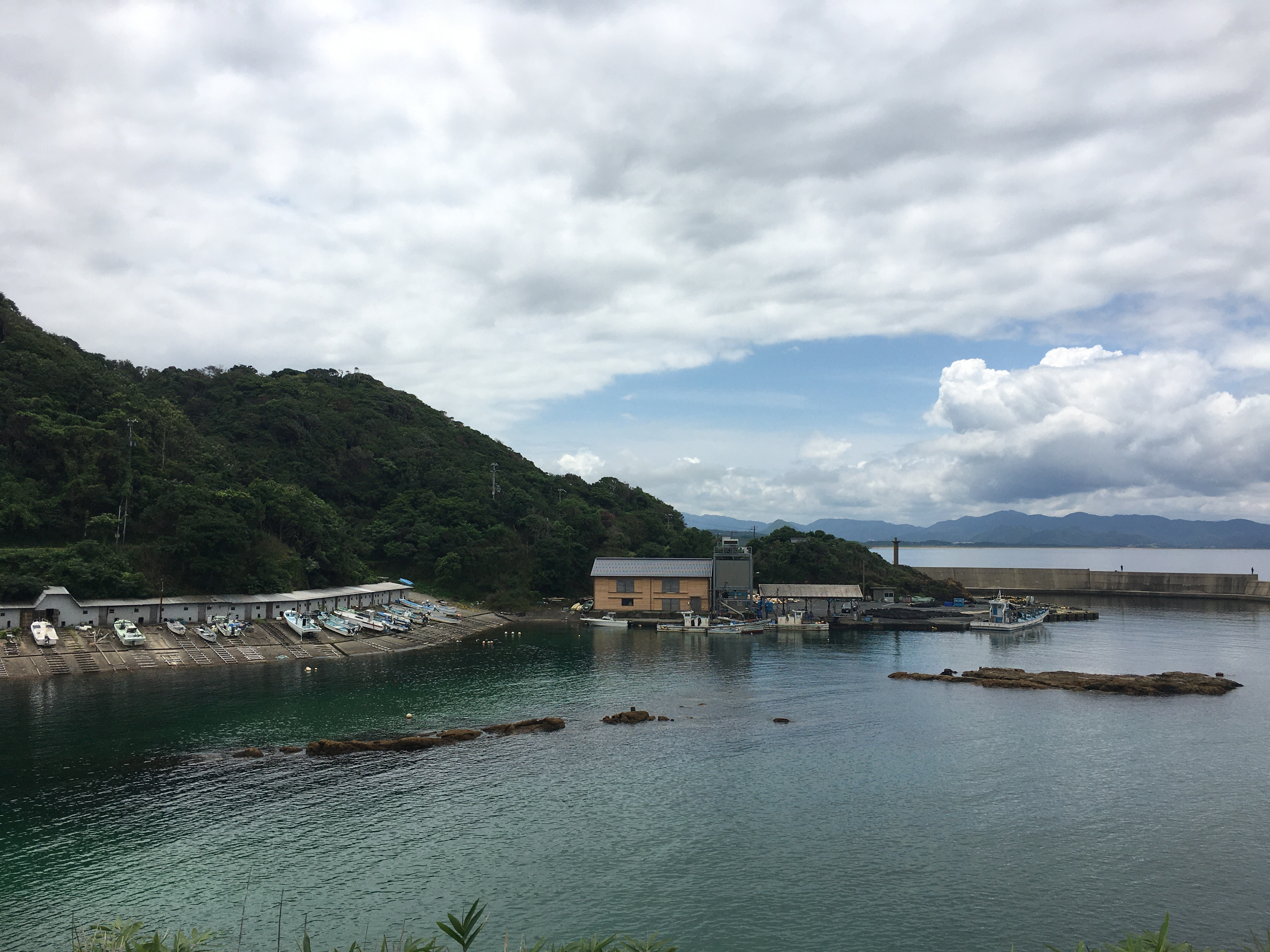
浜詰漁港（夕日地区）

浜詰漁港（はまづめぎょこう）は、京都府京丹後市網野町にある港。漁港漁場整備法（昭和25年5月2日法律第137号）第1章第5条に規定する第1種漁港である。名称は網野町浜詰に由来する。

## 概要
- 所在地 - 京都府京丹後市網野町
  - 塩江地区[1]北緯35度40分34.2秒 東経134度58分19.8秒
  - 夕日地区[1]北緯35度40分20.5秒 東経134度57分50.2秒（夕日ヶ浦港ともいう[2]）
- 管理者 - 京丹後市[3][4]
- 漁業協同組合 - 京都府漁業協同組合網野支所
- 組合員数 -
- 漁港番号 - 3010270

## 沿革
- 1903年（明治36年）2月19日 - 塩江地区、磯地区と共に浜詰浦漁業協同組合を設立する[5]。
- 1955年（昭和30年）3月1日 - 第3防波堤が完成する。延長50m、事業費1443万円[6]。
- 1957年（昭和32年） - マグロ定置網漁業の認可を受け、舞鶴市田井の嵯峨根利秋と協同運営を開始。本格的に定置網漁業に取り組むことになる[7]。
- 年不明　- 第2防波堤が完成する。災害復旧・延長55m、事業費1200万円[8]。
- 1967年（昭和42年）3月31日 - 第1種漁港に指定される。
- 1974年（昭和49年） - 浜詰浦漁業協同組合が定置網漁業の単独運営を開始する[7]。

## 主な魚種
- ブリ
- アジ
- サワラ